# 512
Het jaar 512 is het 12e jaar in de 6e eeuw volgens de christelijke jaartelling.

## Gebeurtenissen

### Klein-Azië
- Keizer Anastasios I breekt met de politiek van religieuze tolerantie en voert hervormingen door voor een pro-monofysitisch beleid.
- Anastasios I onderdrukt in Constantinopel gewelddadige rellen tussen de orthodoxen en monofysieten.
- Anastasios I benoemt Severus (512-518) tot patriarch van Antiochië.

## Byzantijnse architectuur
- In Syrië wordt de kathedraal van Bosra gebouwd. De kerk is een centraalbouw en een van de eerste met een ronde koepel.